# 慚
慚（ざん）（梵: hrī、ह्री）は、仏教が教える善のひとつ。「他者の徳に対する恭敬」、もしくは「みずからを観察することによっておのれの過失を恥じること」。自らを顧みて恥じること。しばしば「慚愧」と熟語で用いられる。
ヒンドゥー教においては、10つのニヤマのひとつである。
涅槃経には、「慚はみづから罪を作らず、愧は他を教へてなさしめず。慚は内にみづから羞恥す、愧は発露して人に向かふ。慚は人に羞づ、愧は天に羞づ。これを慚愧と名づく。無慚愧は名づけて人とせず、名づけて畜生とす。」と説かれている。